# Горица (Тырговиштская область)
Горица (болг. Горица) — село в Болгарии. Находится в Тырговиштской области, входит в общину Попово. Население составляет 84 человека (2022).